# Pierre Clémenti
Pierre André Clémenti (ur. 28 września 1942 w Paryżu, zm. 27 grudnia 1999 tamże) – francuski aktor filmowy, teatralny i telewizyjny, reżyser i scenarzysta.

## Życiorys
Nigdy nie widział swojego ojca, który zginął podczas II wojny światowej. Wychowywany był przez matkę Korsykankę. Jako młody nastolatek odkrył swoje uzdolnienia literackie, pisał wiersze. W późnych latach 50. pracował jako boy hotelowy w Hotel Littré, gdzie sprzedawał niewielką liczbę tomików poezji. Studiował dramat w Rue Blanche Schools i paryskim studium aktorskim przy teatrze Vieux Colombier założonym przez Jacques’a Copeau, gdzie rozpoczął karierę sceniczną.
Jego debiutem ekranowym był film Karty do gry (Chien de pique, 1960). Wystąpił potem w dramacie historycznym Luchino Viscontiego Lampart (Il Gattopardo, 1963) u boku Burta Lancastera, Claudii Cardinale, Alaina Delona i Terence’a Hilla.
Zwrócił na siebie uwagę kreacją gangstera Marcela, kochanka burżuazyjnej prostytutki (Catherine Deneuve) w dramacie Piękność dnia (Belle de jour, 1967) z udziałem Michela Piccoli. W 1967 roku zadebiutował jako reżyser i scenarzysta filmu krótkometrażowego Film ou Visa de censure numéro X. Na planie komedii Benjamin, czyli pamiętnik cnotliwego młodzieńca (Benjamin, 1968), gdzie zagrał tytułowego bohatera, spotkał się ponownie z Catherine Deneuve i Michelem Piccoli. W dramacie fantasy Philippe Garrela Łoże dziewicy (Le Lit de la Vierge, 1969) pojawił się jako Jezus.
Wystąpił potem w filmach: dramacie Piera Paolo Pasoliniego Chlew (Porcile, 1969), dreszczowcu Bernardo Bertolucciego Konformista (Il Conformista, 1970) z Jeanem-Louisem Trintignantem, melodramacie Jamesa Ivory Kwartet (Quartet, 1981) z Alanem Batesem, Maggie Smith i Isabelle Adjani oraz telewizyjnym miniserialu biblijnym Dziecko zwane Jezus (Un Bambino di nome Gesù, 1987) z Alessandro Gassmanem.
W 1977 roku we Włoszech został aresztowany za posiadanie narkotyków i spędził czternaście miesięcy w zakładzie karnym podczas strajku głodowego.
Jego ostatnim filmem, w którym zagrał, był dramat W stronę Marrakeszu (Hideous Kinky, 1998) z Kate Winslet. W 1999 roku w Paryżu zmarł w wieku 57 lat na raka wątrobowokomórkowego. Był żonaty z Margaret Clementi. Miał dwóch synów: Balthazara i Valentina.

## Filmografia
- 1960: Karty do gry (Chien de pique) jako Paco
- 1962: Adorable Menteuse jako Pierrot
- 1963: Lampart (Il Gattopardo) jako Francesco Paolo Salina
- 1964: As Ilhas Encantadas jako Pierre Duchemin
- 1965: Cent briques et des tuiles jako chłopak
- 1966: L'Uomo che ride
- 1966: Un homme de trop jako Lucian, policjant
- 1967: Piękność dnia (Belle de jour) jako Marcel
- 1968: Benjamin, czyli pamiętnik cnotliwego młodzieńca (Benjamin) jako Benjamin
- 1968: Partner jako Jacob I i II
- 1969: Droga mleczna (La Voie lactée) jako Anioł śmierci
- 1969: Łoże dziewicy (Le Lit de la Vierge) jako Jezus
- 1969: Chlew (Porcile) jako młody kanibal
- 1970: Ninì Tirabusciò, la donna che inventò la mossa jako Francesco
- 1970: Pacyfistka (La pacifista / Smetti di piovere) jako Michele
- 1970: Konformista (Il Conformista) jako Lino
- 1974: Wilk stepowy (Steppenwolf) jako Pablo
- 1974: Słodki film (Sweet Movie) jako marynarz Potiemkin
- 1975: Syn Amira nie żyje (Le fils d'Amr est mort) jako Pierre
- 1976: Kryształowa kołyska (Le berceau de cristal)
- 1976: L'affiche rouge jako Marcel Rayman
- 1977: Les apprentis sorciers jako Louis de Saint-Just
- 1978: Piccole labbra jako Paul
- 1979: Madame Sourdis (TV) jako Ferdinand Sourdis
- 1981: Most Północny (Le pont du Nord) jako Julien
- 1981: Kwartet (Quartet) jako Théo, pornograf
- 1982: L'amour des femmes jako Philippe
- 1983: Zdemaskowanie (Exposed) jako Vic
- 1984: W matni (Canicule) jako Snake
- 1987: Dziecko zwane Jezus (Un Bambino di nome Gesù, TV) jako Sefir
- 1989: Trudno być Bogiem (Es ist nicht leicht ein Gott zu sein) jako król
- 1997: Biodra Johna Wayne'a (Le bassin de J.W.) jako Paul, Henrique
- 1998: W stronę Marrakeszu (Hideous Kinky) jako Santoni

## Publikacje
- 1973 Carcere italiano. Milano: Il Formichiere.
- 2005 Quelques messages personnels. Paryż: Gallimard. ISBN 978-2-07-030748-7
- 2007 Pensieri dal carcere. Fagnano Alto: il Sirente. ISBN 978-88-87847-12-3